# Kymenlaakson Sähkö Stadion
Kymenlaakson Sähkö Stadion ("Kymmenedalens El-stadion"), tidigare Anjalankosken Jalkapallostadion ("Anjalankoski fotbollsstadion") och Saviniemen Jalkapallostadion, är en fotbollsarena i Anjalankoski i Kouvola stad i Kymmenedalen. Arenan är hemmaplan för det tidigare tipsligalaget Myllykosken Pallo -47 (MyPa). Sedan 2013 bär arenan sponsornamnet Kymenlaakson Sähkö Stadion. Den ägdes ursprungligen av Anjalankoski stad och ägs efter bildandet av storkommunen Kouvola av den nya kommunen.